# Tarık Langat Akdağ
Pour les articles homonymes, voir Kipkirui et Langat.
Tarık Langat Akdağ, né Patrick Kipkirui Langat le 16 juin 1988 à Nandi (Kenya), est un athlète turc d'origine kényane, spécialiste du steeple.

## Biographie
Il est qualifié pour participer aux épreuves du 3 000 m steeple aux Jeux olympiques d'été de 2012,. Son meilleur temps est de 8 min 08 s 59. Il remporte la médaille d'argent lors des Jeux méditerranéens 2013 à Mersin.

### Palmarès
| Date | Compétition                                        | Lieu      | Résultat | Épreuve         | Performance   |
| ---- | -------------------------------------------------- | --------- | -------- | --------------- | ------------- |
| 2012 | Championnats d'Europe                              | Helsinki  | 2e       | 3 000 m steeple | 8 min 35 s 24 |
| 2013 | Championnats d'Europe par équipes                  | Gateshead | 1er      | 3 000 m steeple | 8 min 36 s 25 |
| 2013 | Jeux méditerranéens                                | Mersin    | 2e       | 3 000 m steeple | 8 min 20 s 08 |
| 2015 | Championnats d'Europe par équipes (Première Ligue) | Heraklion | 1er      | 3 000 m steeple | 8 min 44 s 53 |

### Records
| Épreuve              | Performance   | Lieu     | Date        |
| -------------------- | ------------- | -------- | ----------- |
| 3 000 mètres steeple | 8 min 08 s 59 | Shanghai | 15 mai 2011 |